# دونالد هاردمان
دونالد هاردمان (بالإنجليزية: Donald Hardman)‏ (و. 1899 – 1982 م) هو عسكري، وطيار من المملكة المتحدة، والمملكة المتحدة لبريطانيا العظمى وأيرلندا، ولد في أولدهام، ويحمل رتبة عسكرية Air chief marshal ‏، توفي في إشتوريل، عن عمر يناهز 83 عاماً.

## التعليم
تعلم في مدرسة دراغون ‏، وتعلم في كلية هيرتفورد، وتعلم في كلية مالفيرن
.

## الخدمة العسكرية
خدم في الجيش البريطاني، وخدم في سلاح الجو الملكي.

## جوائز
حصل على جوائز منها:
- صليب الفارس الأعظم لنيشان الإمبراطورية البريطانية
- نيشان الحمام من رتبة فارس
- Distinguished Flying Cross (United Kingdom) [الإنجليزية]‏